# Mbawa
Mbawa is een bestuurslaag in het regentschap Bima van de provincie West-Nusa Tenggara, Indonesië. Mbawa telt 4160 inwoners (volkstelling 2010).